# Schede (zwaard)

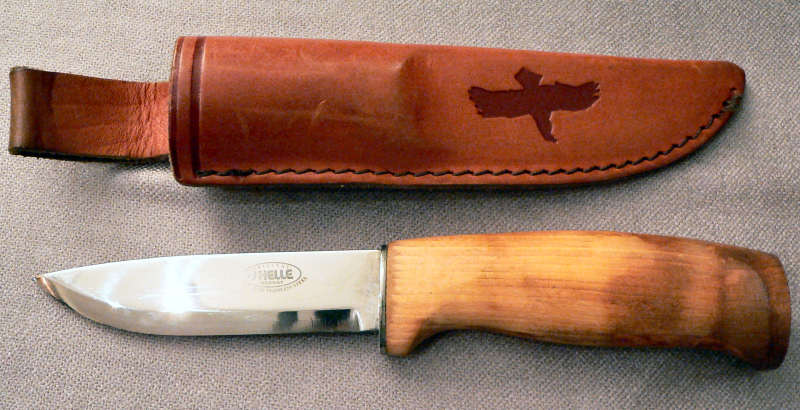
Mes met schede

Een schede is een uitrustingsstuk waarin een zwaardachtig wapen (mes, dolk, degen, zwaard etc.) of bijl wordt opgeslagen ter bescherming van het wapen en van de gebruiker. De schede wordt meestal van hout of leer gemaakt en kan op de rug alsook aan een riem op de zij worden gehangen zodat het zwaard meteen gebruiksklaar is.